# Сан Роко (Кремона)
Сан Роко је насеље у Италији у округу Кремона, региону Ломбардија.
Према процени из 2011. у насељу је живело 32 становника. Насеље се налази на надморској висини од 74 м.